# Asperula oetaea
Asperula oetaea är en måreväxtart som först beskrevs av Pierre Edmond Boissier, och fick sitt nu gällande namn av Theodor Heinrich von Heldreich och Eugen von Halácsy. Asperula oetaea ingår i släktet färgmåror, och familjen måreväxter. Inga underarter finns listade i Catalogue of Life.